# En clave de rock
En clave de rock es el quinto disco en directo de la banda española de Heavy metal Barón Rojo, publicado en 2009.
El 15 de noviembre de 2008 Barón Rojo graba con la Banda Sinfónica CIM de Mislata un concierto en directo, que se publicó en el año 2009 por Sony Music, convirtiéndose en ese momento, en el primer grupo de Heavy español en publicar un disco completo en directo con una banda de estas características, emulando los hitos ya alcanzados por bandas internacionales como Deep Purple, Kiss, Metallica o Scorpions. La banda fue dirigida por el maestro Andrés Valero y la formación de Barón Rojo que llevó a cabo esta experiencia estuvo formada por los hermanos Armando y Carlos de Castro, Gorka Alegre y Rafa Diaz. Las partituras de toda la instrumentación para banda sinfónica, se pusieron a disposición de cualquier banda que quisiera realizar un concierto sinfónico junto a Barón Rojo, habiendo sido varias las localidades españolas que han disfrutado de ese magnífico espectáculo. En este directo tocan acompañados por la banda sinfónica C.I.M. de Mislata (Valencia), dirigida por el maestro Andrés Valero, uno de los artífices en llevar a cabo esta espectacular idea, siendo así el primer disco de la banda que se acerca al rock sinfónico. El álbum contiene 2CD y 1DVD; el DVD contiene una canción más que los CD: "What's Next to the Moon", cover de AC/DC.

## Lista de canciones

### CD 1
1. Little House Music - 6:10
2. Barón Rojo - 6:15
3. Los desertores del rock - 4:20
4. Larga vida al rock 'n' roll - 3:20
5. Hombre de las cavernas - 4:11
6. Incomunicación - 7:47
7. Invulnerable - 5:46
8. Te espero en el Infierno - 5:01
9. Las flores del mal - 5:52
10. Volumen brutal - 6:36
11. Cueste lo que cueste - 8:04
12. El malo - 5:15
13. Caso perdido - 5:50
14. La voz de su amo - 4:44

### CD 2
1. Concierto para ellos - 6:06
2. Cuerdas de acero - 6:40
3. Con botas sucias - 8:44
4. Los rockeros van al Infierno - 12:37
5. Hiroshima - 6:10
6. Se escapa el tiempo - 4:43
7. Intro 5ª sinfonía - 2:30
8. Breakthoven - 5:40
9. Hijos de Caín - 7:40
10. Resistiré - 5:40
11. Siempre estás allí - 10:13
12. Czardas - 2:25

### DVD
1. Little House Music
2. Barón Rojo
3. Los desertores del rock
4. Larga vida al rock 'n' roll
5. Hombre de las cavernas
6. Incomunicación
7. Invulnerable
8. Te espero en el Infierno
9. Las flores del mal
10. Volumen brutal
11. Cueste lo que cueste
12. El malo
13. Caso perdido
14. La voz de su amo
15. Concierto para ellos
16. Cuerdas de acero
17. Con botas sucias
18. Los rockeros van al Infierno
19. Hiroshima
20. Se escapa el tiempo
21. Intro 5ª sinfonía
22. Breakthoven
23. Hijos de Caín
24. What's Next to the Moon
25. Resistiré
26. Siempre estás allí
27. Czardas

## Personal
- Armando de Castro - guitarra, voz
- Carlos de Castro - guitarra, voz
- Gorka Alegre - bajo
- Rafa Díaz - batería